# Торральба-дель-Ріо
Торральба-дель-Ріо (ісп. Torralba del Río) — муніципалітет в Іспанії, у складі автономної спільноти Наварра. Населення — 134 особи (2009).
Муніципалітет розташований на відстані близько 270 км на північний схід від Мадрида, 60 км на захід від Памплони.
На території муніципалітету розташовані такі населені пункти: (дані про населення за 2009 рік)
- Отіньяно: 28 осіб
- Нуестра-Сеньйора-де-Кодес: 0 осіб
- Торральба-дель-Ріо: 106 осіб

## Демографія
Динаміка населення (INE ):